# Prix de Berne 1950
Le Prix de Berne 1950 est une course de Formule 2 qui a eu lieu sur le circuit de Bremgarten le 4 juin 1950.

## Classement

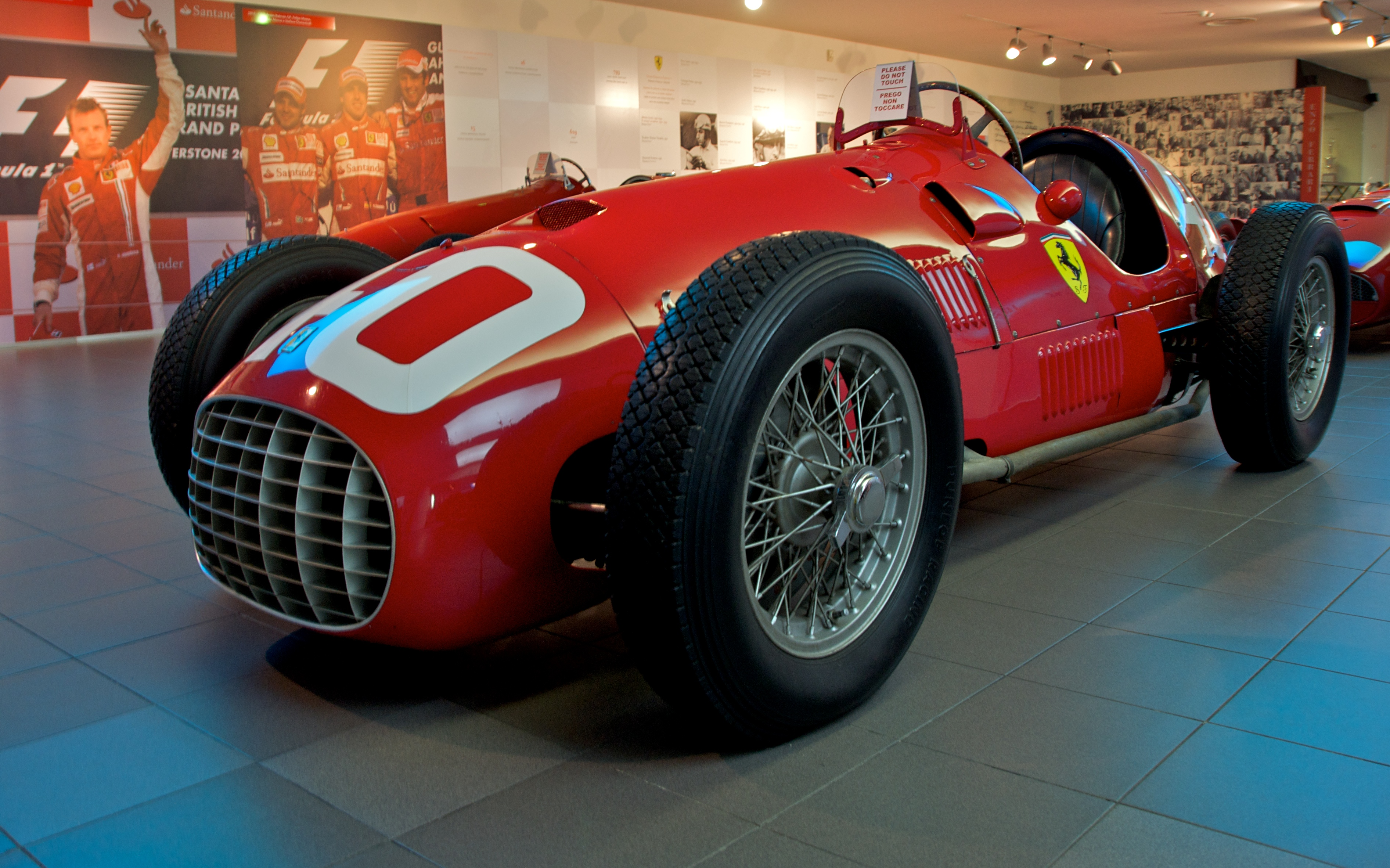
Nette victoire pour la Ferrari 166, en tête de bout en bout.

| Pos. | no | Pilote              | Écurie                       | Voiture              | Tours | Temps/Abandon     | Grille |
| ---- | -- | ------------------- | ---------------------------- | -------------------- | ----- | ----------------- | ------ |
| 1    | 20 | Raymond Sommer      | Scuderia Ferrari             | Ferrari 166F2/50     | 21    | 1 h 1 min 56 s 4  | 1      |
| 2    | 8  | Maurice Trintignant | Equipe Gordini               | Simca-Gordini T15    | 21    | + 1 min 46 s 5    |        |
| 3    | 6  | Robert Manzon       | Equipe Gordini               | Simca-Gordini T15    | 21    | + 1 min 46 s 9    |        |
| 4    | 10 | André Simon         | Equipe Gordini               | Simca-Gordini T15    | 21    | + 2 min 15 s 7    |        |
| 5    | 30 | Toni Branca         | Mme de Walckiers             | Simca-Gordini T15    | 20    | + 1 tour          |        |
| 6    | 16 | Rudi Fischer        | John Heath                   | HWM - Alta           | 20    | + 1 tour          |        |
| 7    | 4  | Fritz Riess         | Privé                        | AFM 3 - BMW          | 20    | + 1 tour          |        |
| 8    | 12 | John Heath          | John Heath                   | HWM - Alta           | 19    | + 2 tours         |        |
| 9    | 14 | George Abecassis    | John Heath                   | HWM - Alta           | 19    | + 2 tours         |        |
| 10   | 44 | Max de Terra        | Privé                        | Cisitalia D46 - Fiat | 18    | + 3 tours         |        |
| 11   | 36 | Paul Glauser        | Écurie Suisse                | Veritas Meteor       | 12    | + 9 tours         |        |
| 12   | 36 | Alfred Dattner      | Privé                        | Simca-Gordini T11    | 12    | + 9 tours         |        |
| Abd. | 42 | Harry Schell        | Horschell Racing Corporation | Cooper T12 - JAP     | 11    | Panne d'essence   |        |
| Abd. | 2  | Hermann Lang        | Privé                        | Veritas Meteor       | 7     | Magnéto           |        |
| Abd. | 24 | Hans Stuck          | Privé                        | AFM 1 - BMW          | 6     | Allumage          |        |
| Abd. | 46 | Humbert Joly        | Privé                        | Cisitalia D46 - Fiat | 5     | Conduite d'huile  |        |
| Abd. | 38 | Peter Hirt          | Écurie Suisse                | Veritas Meteor       | 3     | Boîte de vitesses |        |
| Abd. | 18 | Giovanni Bracco     | Scuderia Ferrari             | Ferrari 166F2        | 1     | Moteur            |        |
| Abd. | 22 | Roberto Vallone     | Scuderia Ferrari             | Ferrari 166F2        | 1     | Moteur            |        |
| Abd. | 22 | Marcel Massora      | Scuderia Ferrari             | Ferrari 166F2        | 0     | Accélérateur      |        |
| Nq.  | 26 | Claude Bernheim     | Écurie Helvetia Corse        | Cisitalia D46 - Fiat |       |                   |        |
| Np.  | 28 | Louis Noverraz      | Écurie Helvetia Corse        | Cooper T12 - JAP     |       |                   |        |
| Np.  | 28 | Ernst Seiler        | Privé                        | Simca-Gordini T11    |       |                   |        |

Légende :
- Abd. = Abandon - Nq. = Non qualifié - Np. = Non partant

## Pole position et record du tour
- Pole position :  Raymond Sommer (Ferrari) en 2 min 54 s 6.
- Meilleur tour en course :  Raymond Sommer (Ferrari) en 2 min 52 s 4.

## Tours en tête
- Raymond Sommer (Ferrari) 21 tours (1-21[1])